# Sława i chwała (powieść)
Sława i chwała – powieść Jarosława Iwaszkiewicza. Wydawana była w trzech tomach w latach 1956-1962 (t. I – 1956; t. II – 1958; t. III – 1962).

## Treść
Dzieło to nawiązuje do tradycji sag rodzinnych, przedstawiając dzieje kilku rodzin z różnych kręgów społecznych na przestrzeni lat 1914-1947. Akcja powieści przenosi się z ziemiańskich ukraińskich dworów, przez europejskie metropolie, do Warszawy i okolic. Jej główni bohaterowie mają swe niefikcyjne wzorce w rzeczywistości.
Autor wychodzi z przeświadczenia, że wyroków historii nie da się cofnąć, tak jak nie ma powrotu do „czasu utraconego”. Dramat życia jako największej wartości wypływa nie tylko z kataklizmów zewnętrznych, takich jak wojny i przemijanie, ale też z wewnętrznych konfliktów moralnych i psychologicznych, które prowadzą człowieka do dramatycznych wyborów. Wielkie narodowe katastrofy przedstawione w utworze to nie tylko klęski osobiste, ale i zmierzch pewnej formacji społeczno-intelektualnej.

## Przekłady na języki obce
Powieść przełożona została na kilkanaście języków:
- bułgarski (Slava i čest, wyd. 1958, tłum. Анастасия Ганчева-Зографова, Методи Методиев)
- niemiecki (Ruhm und Ehre: tomy I i II, wyd. 1960, tłum. Klaus Staemmler(inne języki); tom III, wyd. 1966, tłum. Christa Schubert-Consbruch i Johannes Jankowiak),
- rosyjski (Хвала и слава, wyd. 1965, tłum. Walentina Dmitrijewna Rakowskaja),
- ukrański (Слава і хвала, wyd. 1966, tłum. Stepan Kowhaniuk(inne języki), Олена Медущенко, Olena Meduszczenko-Krywenko),
- czeski (Čest a sláva, wyd. 1967, tłum. Vlasta Dvořáčková),
- rumuński (Slavǎ și falǎ, wyd. 1974, tłum. Telemac Dan, Vasile M. Theodorescu)
- słowacki (Čest a sláva, wyd. 1980, tłum. Matej Andráš),
- serbski (Slava i hvala, wyd. 1982, tłum. Petar Vujičić),
- gruziński (ხოტბა და დიდება Xotba da dideba, wyd. 1986, tłum. ნათელა გავაშელი Nat'ela Gavasheli),
- francuski (La gloire et la renommée, wyd. 1999, tłum. Georges Lisowski, Nicolas Véron),
- chiński (名望与光荣 Mingwang yu guangrong, wyd. 2021, tłum. 易丽君 Yi Lijun, 裴远颖 Pei Yuanying).